# 韓紹宗
韓紹宗（1452年—1519年），字裕後，號蓮峯，陝西西安府同州朝邑縣人，民籍，明朝政治人物。進士出身。

## 生平
闰九月十八日生。早年出身國子生，后中式成化十年甲午科陝西鄉試第二十名舉人。成化十四年（1478年）戊戌科會試第十九名，殿試登進士第三甲第二百二十五名。授刑部山东司主事，在任五年遷四川司员外郎，同年升任山东司郎中，兼摄云南、廣東二司。弘治五年（1492年）二月官至福建按察司副使，分巡海道，十五年（1502年）正月考察免职。正德十四年（1519年）四月二十一日卒，年六十八。

## 家族
曾祖父韓恭。祖父韓子肅。父亲韓顯，赠奉政大夫刑部山东司郎中。母张氏，封太宜人，旌表節婦。兄載、珏、弟继宗、續宗、繩宗、綿宗。
娶阎氏，封恭人。子韩邦奇，南京兵部尚书；韩邦靖，山西左参议；韩邦彦，郑州知州。